# Solanto
Sòlanto è una frazione marinara di Santa Flavia posta sull'omonimo promontorio. 

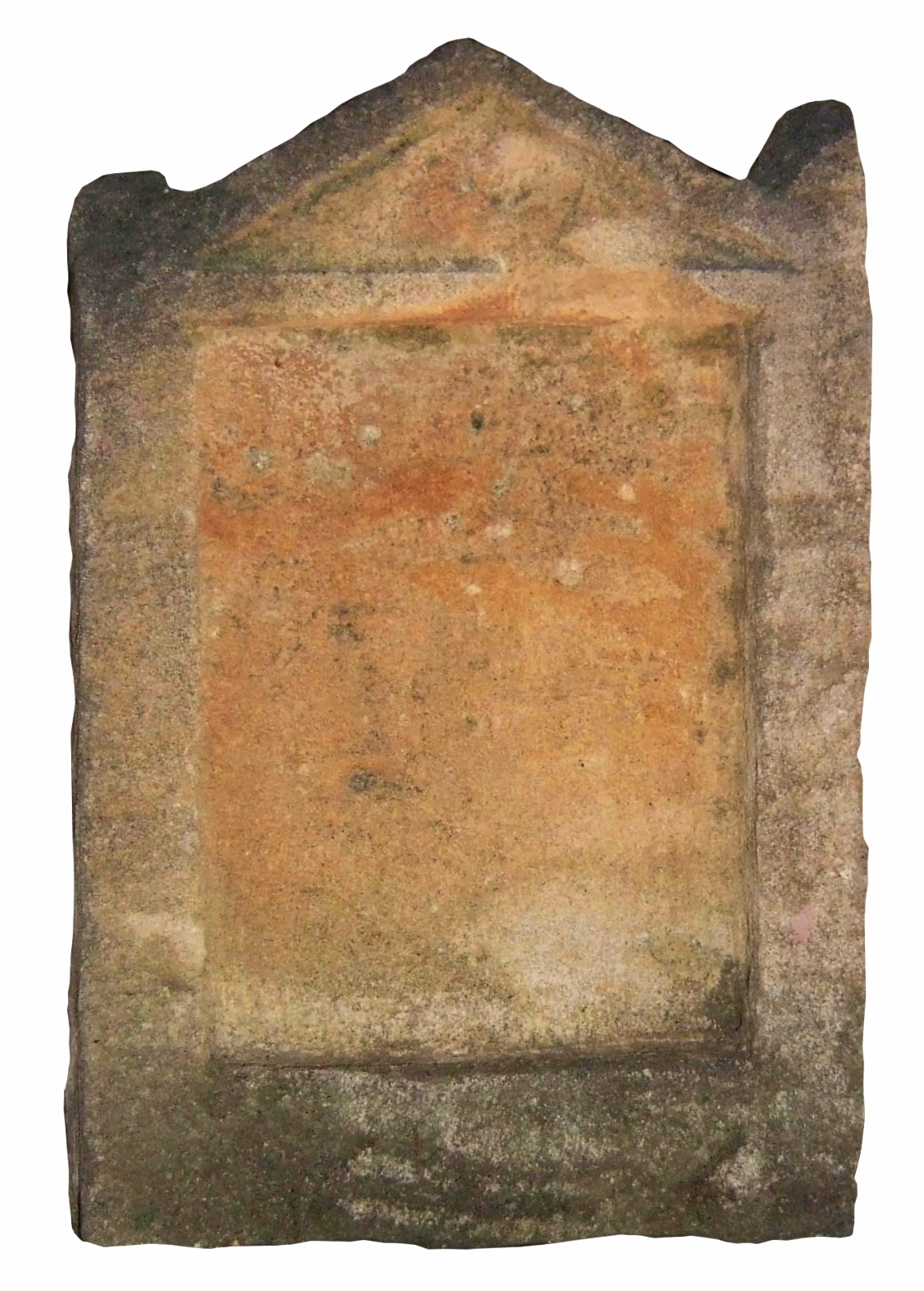
Stele funeraria punica da Solanto

## Storia
Secondo recenti ipotesi suffragate da rinvenimenti archeologici, la primigenia città punica di Solunto (in semitico Kfr), datata dall'VIII al V secolo a.C. e ricordata dallo storico Tucidide, si trovava in corrispondenza del promontorio di Sòlanto. Il toponimo deriverebbe dal greco sólos («roccia ferrosa»). 
A seguito dell'invasione di Dionisio I di Siracusa, l'abitato venne distrutto e successivamente, intorno al 383 a.C., sul Monte Catalfano venne edificata la seconda città di Solunto, di matrice ellenistica.
Dell'abitato punico rimangono oggi scarse tracce a causa della recente crescita edilizia, come una necropoli con sepolture a camera (distrutte nell'aprile 1972 durante lavori edili) nei pressi della stazione ferroviaria di Santa Flavia, un quartiere industriale con fornaci, un probabile tofet con resti di ossa combuste e stele «a trono» e, presso la località Olivella, una sepoltura ipogea con dromos.. Tra i materiali ceramici rinvenuti si ricordano kylikes di produzione ionica, aryballoi corinzi, un kantharos etrusco di bucchero, anfore puniche di forma Ramón 1.1.2.1 e Ramón 4.2.1.4. La monetazione punica della città raffigurava essenzialmente al diritto la testa di Eracle con copricapo in pelle di leone (leontè) e al rovescio un gambero.

## Monumenti e luoghi d'interesse
- Il castello di Solanto fu edificato durante il dominio di Ruggero I di Sicilia a protezione della vicina tonnara. Da Federico III fu ceduto a Manfredo Layhabixa, mentre nel 1392 re Martino cedette il complesso al mercante spagnolo Francisco De Casasaya, istituendo de facto la baronia di Solanto. Nel 1415 il castello fu acquisito da Corrado Spadafora; successivamente, nel 1517, passò alla famiglia Alliata, baroni di Solanto. Signori del castello furono Francesco Catena (1666), Mario Antonio Joppolo Colnago principe di Sant'Elia (1682), Cristoforo Riccardo Filangeri principe di Santa Flavia (1765) e Benedetto Mantegna principe di Gangi (1879). Oggi è una sala per matrimoni.[4]
- Il palazzo reale consiste in un settore del castello adibito (inizi del XIX secolo) a residenza di Ferdinando I di Borbone.
- La tonnara, la cui struttura è realizzata in calcarenite a facciavista, ha cessato l'attività di pesca il 14 luglio 1961.

### Aree naturali

#### Spiagge
- Aciddara («uccellaia», per la presenza di uccelli dovuta ad una fonte d'acqua sorgiva) - sabbia e ciottoli.
- Fondachello - sabbia.
- Olivella - ciottoli.
- Pietra Chiara - rocce.
- Porto di Spagna (toponimo derivante dallo sbarco della flotta di Filippo V di Spagna nel 1718) - sabbia e ciottoli.